# Frankliniella solidaginis
Frankliniella solidaginis är en insektsart som beskrevs av Ian A. Hood 1942. Frankliniella solidaginis ingår i släktet Frankliniella och familjen smaltripsar. Inga underarter finns listade i Catalogue of Life.